# KBS金土连续剧
KBS金土连续剧（：／）是韓國放送公社第2頻道於星期五、星期六所播出的連續劇。於2017年6月2日重新播出。

## 播出時間更動表
| 播出日期                      | 播出時間（KST）          |
| ----------------------------- | ------------------------ |
| 2015年5月15日－2015年6月20日  | 星期五、六 21:15 - 22:35 |
| 2017年6月2日－2017年6月10日   | 星期五、六 23:00 - 24:30 |
| 2017年6月16日－2017年11月18日 | 星期五、六 23:00 - 24:10 |

## 作品列表

### 2015年
| 播放日期                      | 劇集名稱 | 集數 | 主演                       | 導演                           | 編劇           | 備註 |
| 2015年5月15日－ 2015年6月20日 | 製作人   | 12   | 金秀賢、車太鉉、孔曉振、IU | 表民秀、徐秀旻、朴哲律、李東勛 | 朴智恩、金志善 |      |

### 2017年
| 播放日期                        | 劇集名稱    | 集數 | 主演                                   | 導演           | 編劇   | 備註                               |
| 2017年6月2日－ 2017年7月22日    | 最佳的一擊  | 32   | 尹施允、車太鉉、金旻載、尹孫河、李世榮 | 劉浩鎮、車太鉉 | 李英哲 |                                    |
| 2017年8月4日－ 2017年9月23日    | 最強送餐員  | 16   | 高庚杓、蔡秀彬、金善浩、高媛熙         | 全雨盛         | 李政宇 |                                    |
| 2017年10月13日－ 2017年11月18日 | Go Back夫婦 | 12   | 孫浩俊、張娜拉                         | 河炳勛         | 權慧珠 | 原作： 洪承杓 、金惠蓮《重來一次》 |

## 相關連結
- MBC金土連續劇
- SBS金土連續劇
- tvN金土連續劇
- JTBC金土連續劇

## 外部連結
- 韓國KBS官方網站
- （页面存档备份，存于） 